# Потала Пасиљо (Порторико)
Потала Пасиљо (шп. Potala Pastillo) град је у америчкој острвској територији Порторико, острвској држави Кариба.

## Демографија
По попису из 2010. године број становника је 3.092, што је 727 (-19,0%) становника мање него 2000. године.
| Група             | 2000.         | 2010.         |
| Белци             | 6 (0,2%)      | 12 (0,4%)     |
| Афроамериканци    | 473 (12,4%)   | 877 (28,4%)   |
| Азијати           | 0 (0,0%)      | 0 (0,0%)      |
| Хиспаноамериканци | 3.802 (99,6%) | 3.067 (99,2%) |
| Укупно            | 3.819         | 3.092         |